# الدمدام (إب)

تعديل مصدري - تعديل

الدمدام محلة تابعة لقرية الاسهوم، التابعة لعزلة جبل معود بمديرية إب إحدى مديريات محافظة إب في الجمهورية اليمنية.، بلغ تعداد سكانها 194 حسب تعداد اليمن لعام 2004.